# 第53回ベルリン国際映画祭
第53回ベルリン国際映画祭は、2003年2月6日から16日まで開催された。

## 概要
2003年のベルリン国際映画祭はイラク戦争が影を落とす中で行われた。コンペティション部門には21本の長編と17本の短編が出品され、パキスタンの難民少年を描いたマイケル・ウィンターボトムの『イン・ディス・ワールド』が金熊賞を受賞した。また、フランスの女優アヌーク・エーメが名誉賞を受賞した。2003年からは新人監督の作品を対象としたTalent Campusという部門もはじまった。

## 受賞
- 金熊賞：『イン・ディス・ワールド』(マイケル・ウィンターボトム)
- 銀熊賞
  - 審査員グランプリ：『アダプテーション』 (スパイク・ジョーンズ)
  - 監督賞：パトリス・シェロー (『ソン・フレール -兄との約束-』)
  - 男優賞：サム・ロックウェル (『コンフェッション』)
  - 女優賞：メリル・ストリープ、ニコール・キッドマン、ジュリアン・ムーア (『めぐりあう時間たち』)
  - 音楽賞：マジョリー、セルジュ・フィオリ、ママドゥ・ジャバテ (『L'extraordinaire destin de Madame Brouette』)
  - 芸術貢献賞：リー・ヤン (『盲井』)

## 上映作品

### コンペティション部門
長編映画のみ記載。アルファベット順。邦題がついていない場合は原題の下に英題。
| 題名 原題                                             | 監督                               | 製作国                     |
| ----------------------------------------------------- | ---------------------------------- | -------------------------- |
| 25時 25th Hour                                        | スパイク・リー                     | アメリカ合衆国             |
| アダプテーション Adaptation.                          | スパイク・ジョーンズ               | アメリカ合衆国             |
| アレキサンドラの企て Alexandra's Project              | ロルフ・デ・ヒーア                 | オーストラリア             |
| コンフェッション Confessions of a Dangerous Mind      | ジョージ・クルーニー               | アメリカ合衆国             |
| Der Alte Affe Angst (Angst)                           | オスカー・レーラー                 | ドイツ                     |
| グッバイ、レーニン! Good Bye Lenin!                   | ヴォルフガング・ベッカー           | ドイツ                     |
| ぼくは怖くない Io non ho paura                        | ガブリエレ・サルヴァトレス         | イタリア スペイン イタリア |
| イン・ディス・ワールド In This World                  | マイケル・ウィンターボトム         | イギリス                   |
| クリビアにおまかせ! Ja zuster, nee zuster             | ピーター・クラマー                 | オランダ                   |
| L'extraordinaire destin de Madame Brouette            | ムーサ・セネ・アブサ               | カナダ セネガル フランス   |
| 悪の華 La fleur du mal                                | クロード・シャブロル               | フランス                   |
| Lichter (Distant Lights)                              | ハンス・クリスティアン・シュミット | ドイツ                     |
| 盲井 (Mang jing)                                      | リー・ヤン                         | 中国 香港 ドイツ           |
| 死ぬまでにしたい10のこと My Life Without Me           | イザベル・コイシェ                 | スペイン カナダ            |
| かすり傷 Petites Coupures                             | パスカル・ボニツェール             | フランス イギリス          |
| Rezervni Deli (Spare Parts)                           | ダムヤン・コゾレ                   | スロベニア                 |
| ソラリス Solaris                                      | スティーヴン・ソダーバーグ         | アメリカ合衆国             |
| ソン・フレール -兄との約束- Son frère                 | パトリス・シェロー                 | フランス                   |
| たそがれ清兵衛                                        | 山田洋次                           | 日本                       |
| めぐりあう時間たち The Hours                          | スティーブン・ダルドリー           | アメリカ合衆国 イギリス    |
| ライフ・オブ・デビッド・ゲイル The Life of David Gale | アラン・パーカー                   | アメリカ合衆国 ドイツ      |
| HERO 英雄                                             | チャン・イーモウ                   | 香港 中国                  |

### コンペティション外
- 『ギャング・オブ・ニューヨーク』 – マーティン・スコセッシ (アメリカ)
- 『たまゆらの女』 – スン・チョウ (中国)

### 特別上映
- 『アララトの聖母』 – アトム・エゴヤン (カナダ)
- 『アンビリーバブル』 – トマス・ヴィンターベア (デンマーク・スウェーデン)
- 『ウィルバーの事情』 – ロネ・シェルフィグ (デンマーク・イギリス)
- 『Rain レイン』 – マイケル・メレディス (アメリカ)
- 『Babij Jar』 – ジェフ・カニュー (ドイツ・ベラルーシ)
- 『La petite prairie aux bouleaux』  – マルセリーヌ・ロリダン＝イヴェンス (フランス・ドイツ)

## 日本映画
コンペティション部門に山田洋次監督の『たそがれ清兵衛』が出品された。また、同じ部門で上映されたデンマーク映画『Araki - The Killing Of A Japanese Photographer』は、写真家の荒木経惟をモデルにしたアニメ映画であった。
Galaでは小津安二郎の『東京物語』が、パノラマ部門では同じく小津監督の『秋日和』と阪本順治の『ぼくんち』が、フォーラム部門では再び小津監督の『麦秋』と『晩春』、『浮草物語』、『生れてはみたけれど』、また中国で山東料理を後世に伝える日本人女性を追った李櫻監督のドキュメンタリー『味』やSABUの『幸福の鐘』（NETPAC賞受賞）、大重潤一郎の『小川プロ訪問記』が上映された。

## 審査員
- アトム・エゴヤン (カナダ/監督)
- アンベール・バルザン (プロデューサー/フランス)
- キャスリン・ビグロー (アメリカ/監督)
- アンナ・ガリエナ (イタリア/女優)
- マルティナ・ゲデック (ドイツ/女優)
- ジェフリー・ギルモア (アメリカ/サンダンス映画祭のディレクター)
- アブデラマン・シサコ (モーリタニア/監督 )